# Río Negro, Centralamerika
Río Negro är en 77 kilometer lång flod i Centralamerika med mynning i Stilla havet. Floden rinner nästan helt och hållet igenom Nicaragua men både dess källa och dess mynning ligger i Honduras. Floden har sin källa vid berget Cerro de Caguasca i den Honduranska kommunen San Marcos de Colón. Cirka 8 kilometer sydost om källan rinner den in i Nicaragua där den först passerar kommunen San José de Cusmapa. Därefter vänder den söderut mellan kommunerna San Francisco del Norte och San Juan de Limay och sedan västerut mellan Villanueva och Somotillo. Under en kort passage på 7–8 kilometer utgör den gränsflod mellan Nicaragua och Honduras varefter den rinner helt in i Honduras där den passerar ett stort mangroveträsk innan den når sin mynning i Fonsecabukten och Stilla havet.